# معركة بيتونتو
دارت معركة بيتونتو في 25 مايو 1734 وكانت نصرًا إسبانيًا على القوات النمساوية بالقرب من بيتونتو في مملكة نابولي (ما هو الآن جنوب إيطاليا) في حرب الخلافة البولندية. أنهت المعركة المقاومة النمساوية المنظمة خارج عدد قليل من الحصون في المملكة.